# Campionats del món de ciclisme en ruta de 1936
Els Campionats del món de ciclisme en ruta de 1936 es disputaren el 6 de setembre a Berna, Suïssa.

## Resultats
| Proves :                         | Or                        | Or         | Argent                  | Argent   | Bronze                          | Bronze |
| Professionals                    |                           |            |                         |          |                                 |        |
| Cursa en línia masculina detalls | Antonin Magne · França    | 5h 52' 32" | Aldo Bini Itàlia        | + 9' 27" | Theo Middelkamp · Països Baixos | m. t.  |
| Amateurs                         |                           |            |                         |          |                                 |        |
| Cursa en línia masculina         | Edgar Buchwalder · Suïssa | 3h 58' 01" | Gottlieb Weber · Suïssa | + 11"    | Pierino Favalli Itàlia          | + 47"  |

## Medaller
| Posició | País          | Or | Plata | Bronze | Total |
| 1       | Suïssa        | 1  | 1     | 0      | 2     |
| 2       | França        | 1  | 0     | 0      | 1     |
| 3       | Itàlia        | 0  | 1     | 1      | 2     |
| 4       | Països Baixos | 0  | 0     | 1      | 1     |
| Total   | Total         | 2  | 2     | 2      | 6     |